# داني داونز
داني داونز (بالإنجليزية: Danny Downes) هو فنان قتال مختلط أمريكي، ولد في 8 أبريل 1986 في شيكاغو في الولايات المتحدة.

## وصلات خارجية
- داني داونز على موقع شيردوغ (الإنجليزية)
- داني داونز على موقع IMDb (الإنجليزية)